# Movesi il vecchierel canuto et biancho
Movesi il vecchierel canuto et biancho è la sedicesima lirica (RVF 16) nonché il sonetto XIV (14), del Canzoniere di Francesco Petrarca, basato su una similitudine di un anziano che si mette in viaggio per Roma perché desidera contemplare l’immagine di Cristo impressa nel lino della Veronica e l’Io (Petrarca) che ricerca in ogni donna l’immagine dell’amata.

## Testo e parafrasi
Testo
del dolce loco ov’à sua età fornita 

et da la famigliuola sbigottita 

che vede il caro padre venir manco; 

indi trahendo poi l’antiquo fianco 

per l’extreme giornate di sua vita, 

quanto piú pò, col buon voler s’aita, 

rotto dagli anni, et dal camino stanco; 

et viene a Roma, seguendo ’l desio, 

per mirar la sembianza di colui 

ch’ancor lassú nel ciel vedere spera: 

cosí, lasso, talor vo cerchand’io, 

donna, quanto è possibile, in altrui 

la disïata vostra forma vera.»
Parafrasi
dal dolce luogo dove ha trascorso l’intera vita 

e la famiglia intimorita 

che vede il caro padre sempre più lontano; 

e da lì trascinando il suo corpo vecchio e stanco 

per gli ultimi giorni della sua vita, 

per quanto può, si aiuta con la forza di volontà 

spezzato per il peso dell’età e dal lungo cammino 

e arriva a Roma, seguendo il desiderio, 

per osservare le fattezze di Cristo 

che spera di vedere un giorno in paradiso 

così, ohimè, talvolta cerco, 

o donna, per quanto è possibile, in altre donne 

il vostro autentico e desiderato aspetto.»

## Struttura metrica
Il sonetto (tutti endecasillabi), è costituito da 14 versi, due quartine e due terzine con uno schema ABBA, ABBA; CDE, CDE.